# Atropoides indomitus
Atropoides indomitus là một loài rắn trong họ Rắn lục. Loài này được Smith & Ferrari-Castro mô tả khoa học đầu tiên năm 2008.